# HD 156331
HD 156331，又名CD-4911324，SAO 244631、HR 6423，是一颗恒星，视星等为6.27，位于銀經339.5，銀緯-7.27，其B1900.0坐标为赤經17h 11m 46.7s，赤緯-49° -7.27′ 20″。